# Alfonso Bustamante
Alfonso Bustamante (nascido em 12 de novembro de 1941 em Arequipa) é um empresário e político peruano. Ele serviu como primeiro-ministro do Peru de 1993 a 1994 durante a presidência de Alberto Fujimori.